# Paul Pogba
Paul Labile Pogba (Lagny-sur-Marne, 15 marzo 1993) è un calciatore francese, centrocampista del Monaco. Con la nazionale francese è diventato campione del mondo nel 2018.
Cresciuto nel settore giovanile del Manchester Utd, con cui ha conquistato una FA Youth Cup (2010-2011), passa nel 2012 alla Juventus vincendo quattro campionati italiani consecutivi (dal 2012-2013 al 2015-2016), due Coppe Italia anch'esse consecutive (2014-2015 e 2015-2016) e tre Supercoppe di Lega (2012, 2013 e 2015). Tornato nel 2016 al Manchester Utd – con il trasferimento all'epoca più oneroso nella storia del calcio –, vince una UEFA Europa League (2016-2017) e una Coppa di Lega inglese (2016-2017). Nel 2022 torna a vestire la maglia della Juventus, con cui vince una terza Coppa Italia (2023-2024). Nel 2025 torna in campo, vestendo la maglia del Monaco.
Con la nazionale ha preso parte ai mondiali di Brasile 2014 e Russia 2018, trionfando in quest'ultimo, è stato finalista all'europeo di Francia 2016 e ha vinto la UEFA Nations League nel 2020-2021; in ambito giovanile, con la Francia under 20 ha trionfato al mondiale di categoria di Turchia 2013.

## Biografia
La sua famiglia emigrò in Francia dalla Guinea. Ha due fratelli maggiori, i gemelli Florentin e Mathias, anche loro calciatori così come lo zio materno Riva Touré, ex giocatore della prima divisione guineana, il primo a intravedere del talento in un Paul ancora bambino.
Musulmano praticante, nel 2019 ha sposato la modella boliviana María Zulay Salaues, dalla quale ha avuto tre figli.
Nel marzo del 2022 ha rivelato di avere sofferto di depressione quattro anni prima, periodo in cui, al Manchester Utd, era allenato da José Mourinho.

## Caratteristiche tecniche

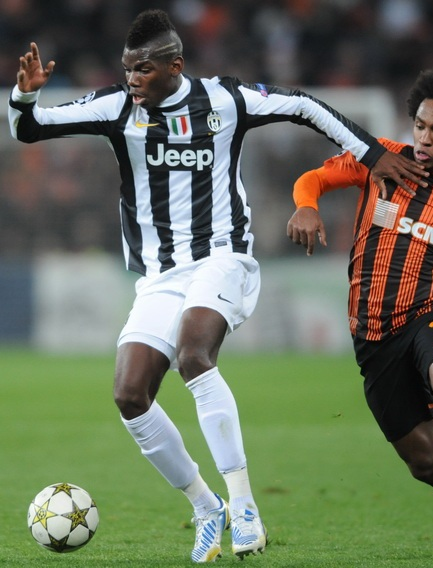
Pogba in azione alla nel 2012: si nota la struttura fisica longilinea e potente del giocatore

Considerato fin dall'adolescenza tra i maggiori talenti europei della sua generazione, si è reso protagonista di una veloce maturazione che ne ha fatto, a poco più di vent'anni, uno dei migliori centrocampisti del panorama calcistico internazionale.
È un incontrista ambidestro che possiede forza atletica, abilità nel pressing e personalità, caratteristiche che in mezzo al campo gli permettono di recuperare palloni e vincere contrasti; soprattutto grazie alle sue lunghe gambe, paragonate da molti ai tentacoli di una piovra e che gli hanno fatto guadagnare il soprannome di Polpo Paul, in assonanza con l'omonimo cefalopode. Dotato di visione di gioco, è capace di organizzare la manovra d'attacco e di accompagnarla, fornendo l'ultimo passaggio ai finalizzatori dell'azione oppure inserendosi lui stesso negli spazi.
Dimostra inoltre potenza e precisione balistica nel tiro da fuori area, da cui l'altro suo nomignolo di PogBoom. La sua posizione preferita è quella di regista davanti alla difesa, ma grazie alla sua mobilità in mezzo al campo sa ben proporsi anche come mezzala. Dal punto di vista tattico, il suo apporto risulta efficace anche in posizione più arretrata, quando limita la sua libertà di movimento e le sue sortite in area avversaria in favore di un maggior lavoro di contenimento in mezzo al campo; situazione, questa, più frequente a vedersi con la rappresentativa nazionale.
Fisicamente paragonato agli esordi a Patrick Vieira, è cresciuto avendo come modelli Yaya Touré e il connazionale Abou Diaby. A livello atletico è agile e rapido nei movimenti, esibendo un mix tra fisicità ed efficacia; dimostra inoltre pulizia nei tocchi di palla e tempismo nei contrasti, il tutto unito a una buona dose di carisma e personalità in campo.
Nel 2016, il suo caratteristico modo di esultare dopo aver segnato un gol, consistente in un passo di dab, contribuì a fare di questa danza un fenomeno sociale.

## Carriera

### Club

#### Gli inizi
A sei anni i suoi genitori lo portano a giocare nel Roissy-en-Brie, squadra dell'eponima banlieue parigina in cui è cresciuto, dove rimane fino ai tredici anni guadagnandosi il soprannome de La Pioche ("Il piccone"). Dopo aver superato un provino, nel 2006 la società calcistica del Torcy lo accoglie nelle file della sua Under-13, rimanendo tuttavia solo un anno coi Torcéens prima di passare a titolo gratuito all'accademia giovanile del Le Havre, tra le più prestigiose di Francia. Nel biennio trascorso in Alta Normandia Pogba guida l'Under-16 del Le HAC sino alla finale per il titolo nazionale, persa contro il Lens.

#### Manchester Utd
Nel 2009 si accasa oltre Manica al Manchester Utd. Il Le Havre denuncia in seguito alla FIFA delle irregolarità nel trasferimento, avvenuto a titolo gratuito, sostenendo che la società inglese, per convincere la famiglia del giocatore, aveva promesso loro un'abitazione e circa novantamila sterline; in seguito il club francese, che deve contemporaneamente fronteggiare un caso simile anche col Torcy, decide di chiudere il contenzioso accordandosi con i Red Devils per un conguaglio in denaro. Voluto da Alex Ferguson, viene così inserito nelle giovanili dei rossi di Manchester. Con l'Under-18 risulta decisivo per la conquista della FA Youth Cup, realizzando una rete contro i pari età del Chelsea in semifinale, e giocando poi anche le finali contro lo Sheffield Utd. Con la squadra riserve colleziona invece 12 presenze, 3 gol e 5 assist.
Il 20 settembre 2011 esordisce in prima squadra nella vittoria per 3-0 in Football League Cup sul Leeds Utd. In campionato, fa il suo debutto il 31 gennaio 2012 nella sfida vinta contro lo Stoke City, mentre quattro giorni dopo è il turno della prima presenza nelle coppe europee, scendendo in campo contro l'Athletic Bilbao nel ritorno degli ottavi di Europa League. Quando sembra pronto per lui un posto nell'organico della prima squadra, il ritorno al calcio giocato di Paul Scholes il quale pochi mesi prima si era inizialmente ritirato dall'attività agonistica, lo relega ai margini della rosa: desideroso di giocare, entra in rotta col tecnico Ferguson (il quale accuserà di questa mossa il procuratore del giocatore, Mino Raiola) scegliendo di non rinnovare con il Manchester Utd e di svincolarsi al termine della stagione; peraltro, un infortunio alla caviglia pone fine in anticipo alla sua ultima annata in Inghilterra.

#### Juventus

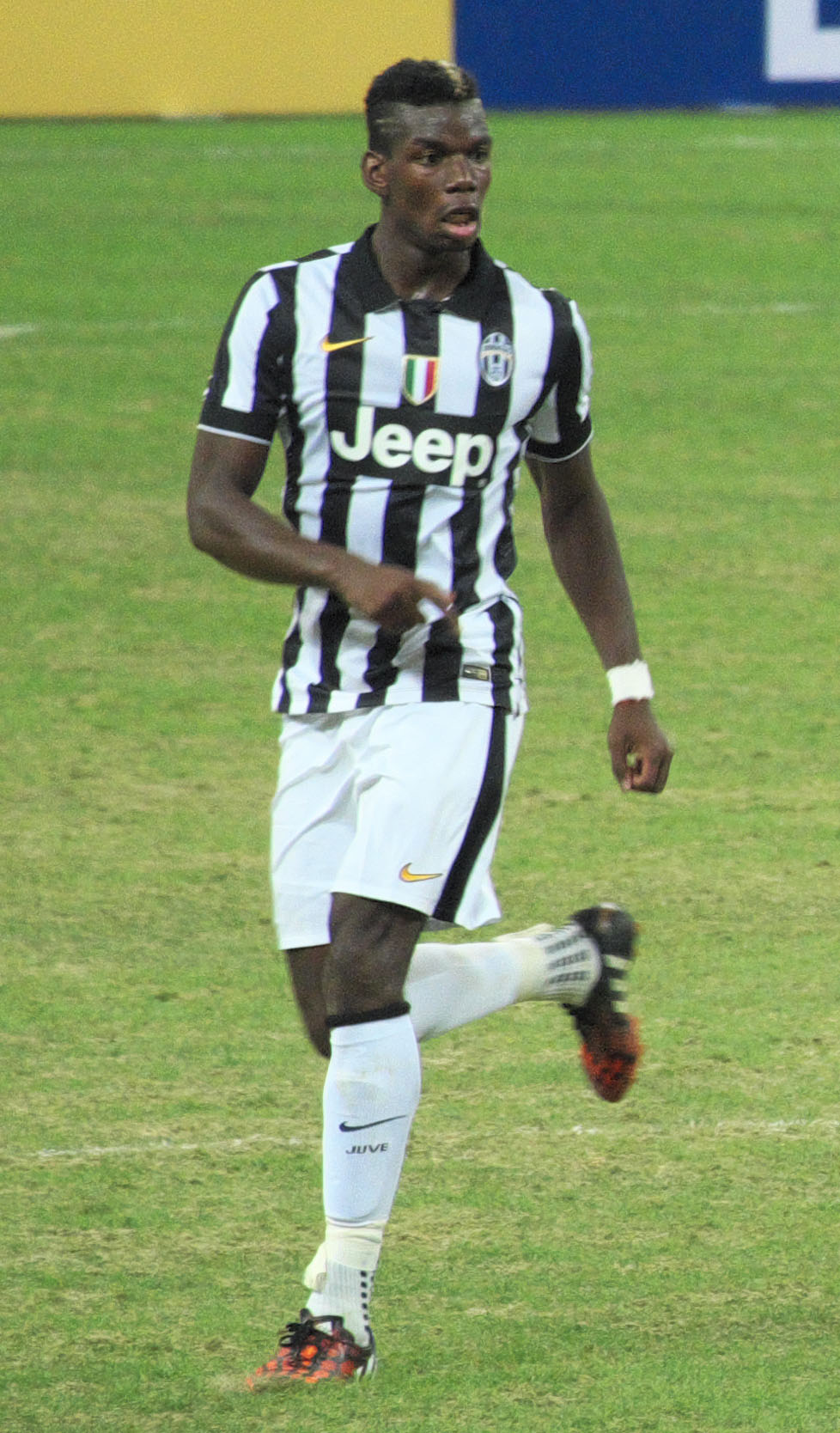
Pogba con la maglia dei Bianconeri nell'estate del 2014

Il 3 agosto 2012 approda in Italia accasandosi a parametro zero alla Juventus. Inizialmente acquistato in prospettiva come possibile alter ego di Andrea Pirlo, ben presto Pogba emerge nel ruolo di mezzala e, nonostante la giovane età, si ritaglia in breve un proprio spazio nell'organico bianconero. Fa il suo esordio da titolare in Serie A il 22 settembre 2012, nel successo casalingo dei bianconeri 2-0 sul Chievo, mentre il 2 ottobre successivo debutta in Champions League, subentrando sul finire della sfida interna della fase a gironi contro lo Šachtar, e il 20 dello stesso mese sigla la sua prima rete in maglia bianconera, nella vittoria in campionato 2-0 allo Stadium contro il Napoli. Utilizzato dal tecnico Antonio Conte sempre più frequentemente, le prestazioni offerte dal giocatore nel prosieguo della stagione portano l'allenatore a modificare il modulo di gioco della squadra, per poter schierare il francese con continuità nel centrocampo bianconero. Alla fine della sua prima, vera, stagione da professionista, arriva il primo scudetto per Pogba, il quale si afferma come la maggiore rivelazione della formazione torinese oltreché del campionato.
Nella prima gara ufficiale della stagione 2013-2014, la Supercoppa italiana contro la Lazio, Pogba viene eletto miglior giocatore della finale, col francese che subentra all'infortunato Marchisio nel corso del primo tempo e apre le marcature nel 4-0 che consegna il trofeo alla Vecchia Signora. In campionato, il 29 settembre 2013 è un suo gol a decidere il derby della Mole contro il Torino. Al termine dell'anno solare, viene premiato con l'European Golden Boy come miglior giovane calciatore d'Europa.
Il 20 febbraio 2014 debutta in Europa League coi colori bianconeri, segnando al contempo la sua prima rete nella manifestazione, nel 2-0 casalingo al Trabzonspor valevole per l'andata dei sedicesimi di finale; in campo continentale raggiunge coi piemontesi la semifinale della manifestazione, mentre in Serie A arriva a fine stagione il secondo scudetto di fila per Pogba. Il centrocampista francese, ormai stabilmente titolare pur a fronte della giovane età, chiude la seconda annata in bianconero con 9 reti in 51 presenze tra campionato e coppe, risultando il bianconero maggiormente utilizzato in stagione.

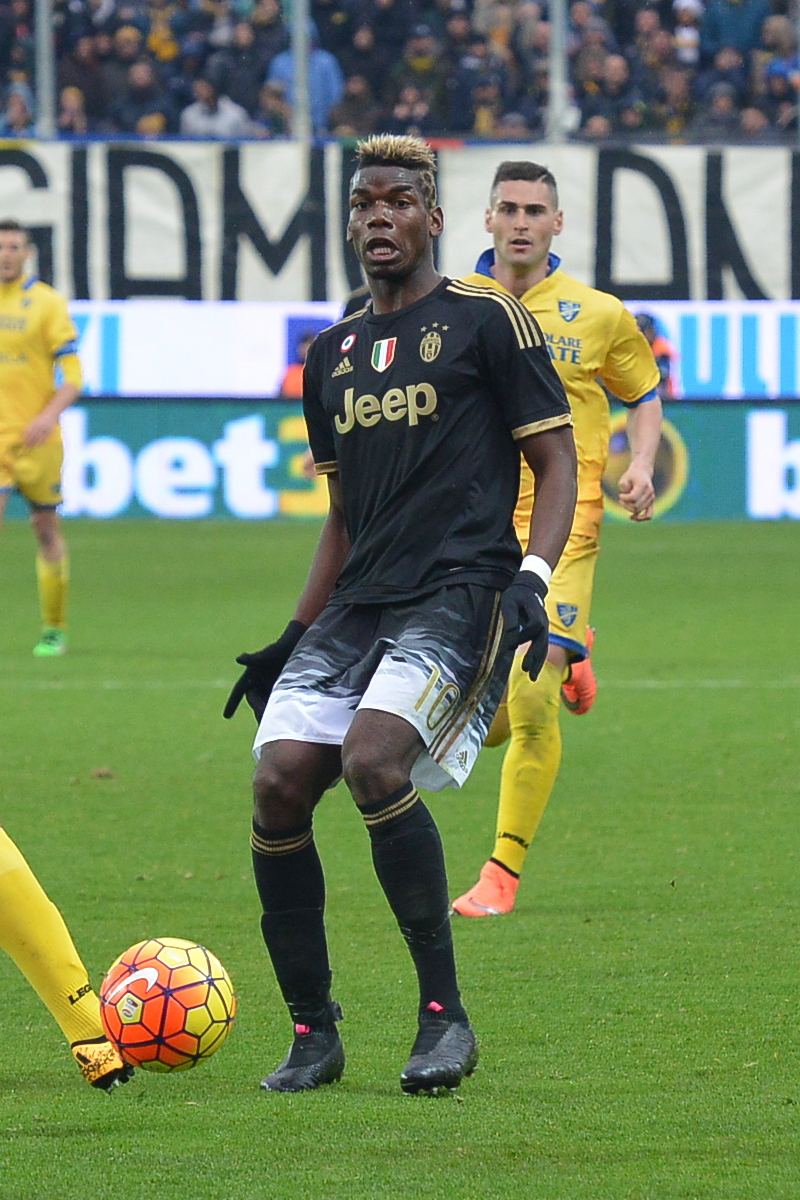
Pogba in azione per la nel 2016

Nell'annata 2014-2015, coi bianconeri ora allenati da Massimiliano Allegri, il 4 novembre Pogba bagna la centesima presenza in maglia juventina siglando il suo primo gol in Champions League, quello del definitivo 3-2 all'Olympiacos. All'inizio del 2015, il 15 gennaio sigla il suo primo gol in Coppa Italia, nella vittoria 6-1 agli ottavi di finale contro il Verona. Il successivo 19 marzo, durante il retour match degli ottavi di Champions League sul campo del Borussia Dortmund, subisce una lesione al bicipite femorale destro che lo costringe a fermarsi per i successivi due mesi. L'infortunio gli fa festeggiare lontano dal campo il suo terzo scudetto consecutivo, mentre riesce a recuperare per la finale di Coppa Italia, vinta il 20 maggio a Roma battendo la Lazio 2-1 ai tempi supplementari, per quello che è il primo double nazionale del francese. Chiude la stagione il 6 giugno, a Berlino, scendendo in campo per la prima volta in una finale di Champions League, seppur i bianconeri non riescano a sollevare il trofeo, battuti 1-3 dal Barcellona.
Apre la stagione 2015-2016, la sua quarta e ultima a Torino, con il successo nella Supercoppa italiana, la terza per il giocatore, vinta l'8 agosto a Shanghai contro la Lazio, in cui il francese serve a Dybala l'assist del definitivo 2-0. Intanto sul piano personale, alla fine dell'anno solare viene inserito per la prima volta nella Squadra dell'anno UEFA e nel FIFA/FIFPro World XI, piazzandosi inoltre al quindicesimo posto nella classifica del Pallone d'oro FIFA. Termina la stagione segnando 10 reti in tutte le competizioni e primeggiando nella classifica dei rifinitori della Serie A, risultando fondamentale nel conseguimento del secondo double consecutivo della Juventus, che a coronamento di una rimonta-record si aggiudica sia lo scudetto – il quarto per Pogba nonché quinto di fila della Juventus, contribuendo a far bissare al club il suo Quinquennio d'oro – sia la Coppa Italia.

#### Ritorno a Manchester
Il 9 agosto 2016 viene ufficializzato il ritorno di Pogba al Manchester Utd. Per riacquistare a titolo definitivo il suo ex calciatore, il club inglese sborsa una somma complessiva di 105 milioni di euro (di cui 72 e mezzo finiti effettivamente alla Juventus e 27 al procuratore Mino Raiola): si tratta, in quel momento, del trasferimento più oneroso nella storia del calcio.

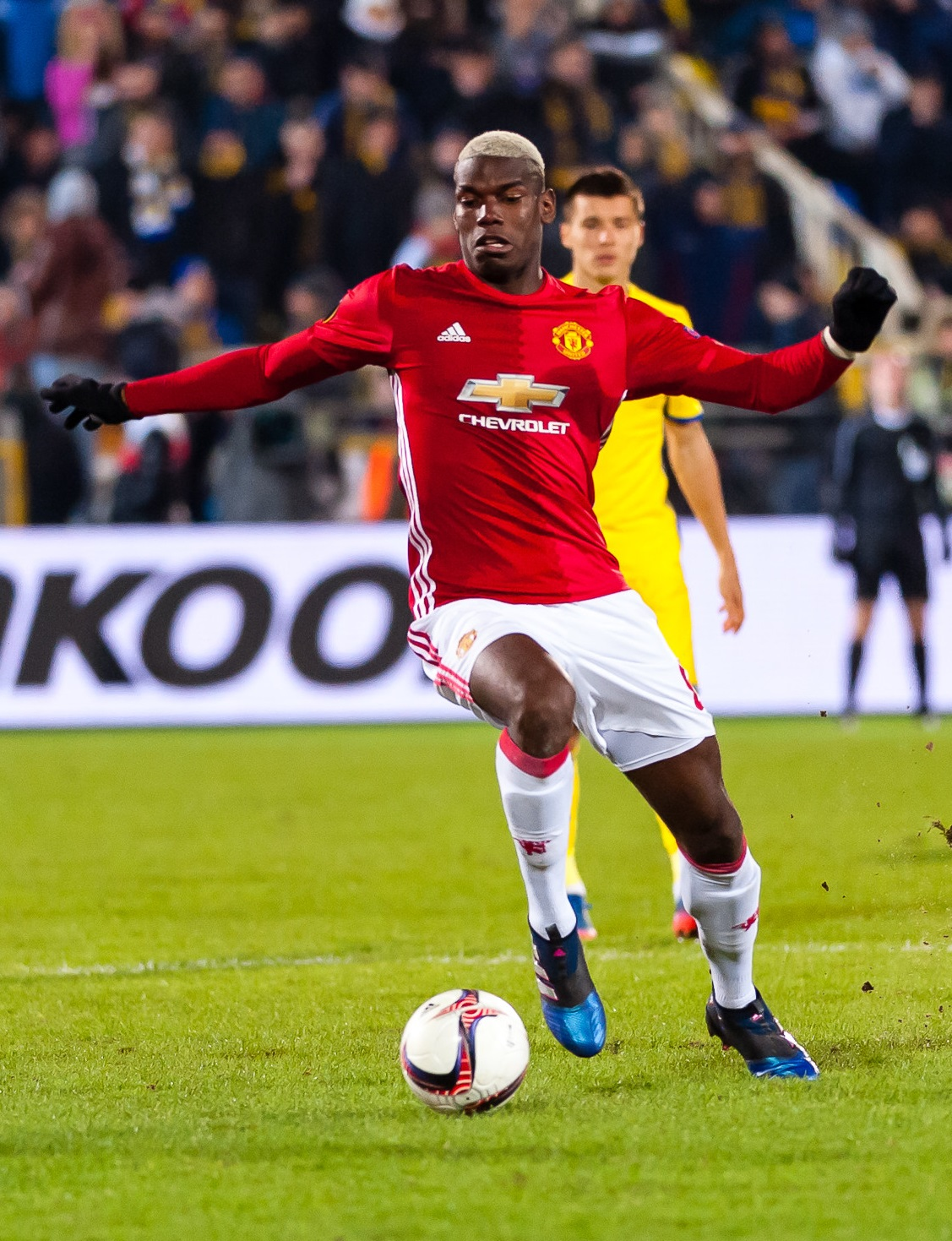
Pogba in azione con il nel 2017

Il suo secondo debutto con la maglia dei Red Devils avviene il 19 agosto seguente, nella vittoria casalinga per 2-0 contro il Southampton valida per la 2ª giornata di Premier League. Il 24 settembre trova invece il suo primo gol in assoluto con la maglia dei mancuniani, nel 4-1 interno ai campioni in carica del Leicester City. Il 24 maggio 2017 segna il primo dei due gol che permettono al Manchester Utd di vincere la finale della UEFA Europa League, superando per 2-0 l'Ajax.
Apre la stagione 2017-2018 giocando la sua prima finale di Supercoppa UEFA, persa 1-2 contro il Real Madrid.
Il 1º giugno 2022 il Manchester United annuncia che dal 1º luglio successivo il giocatore lascerà la squadra a parametro zero.

#### Ritorno alla Juventus
L'11 luglio 2022 Pogba fa ritorno dopo sei anni alla Juventus, anche stavolta da svincolato. Tuttavia, solo poche settimane più tardi, il centrocampista subisce una lesione al menisco laterale durante la preparazione estiva: dopo aver inizialmente tentato una terapia conservativa, senza successo, si sottopone a un intervento di meniscectomia, saltando così il resto del girone di andata del campionato. Ancora fuori nella prime partite del girone di ritorno, il 28 febbraio 2023 trova la prima presenza della seconda esperienza bianconera, in occasione del derby della Mole vinto per 4-2 contro il Torino. Anche dopo il rientro continua, tuttavia, a trovare poco spazio a causa di altri due infortuni patiti rispettivamente a marzo e a maggio, il secondo dei quali, subito nella sfida vinta in casa per 2-0 contro la Cremonese il 14 maggio 2023, lo costringe a concludere anzitempo la stagione.
L'11 settembre 2023, il Tribunale Nazionale Antidoping (TNA) del CONI sospende in via cautelare Pogba, trovato positivo al DHEA in un controllo antidoping effettuato al termine dell'incontro di campionato fra Udinese e Juventus del precedente 20 agosto; il 6 ottobre successivo, la positività del calciatore viene confermata dalle controanalisi. Pogba propugna la tesi dell'«assunzione accidentale», motivo per cui nei mesi seguenti rifiuta un patteggiamento con la Procura Antidoping: la sua tesi viene rigettata dall'accusa, che chiede per il giocatore una squalifica per quattro anni, richiesta poi accolta dal TNA il 29 febbraio 2024. Il mese seguente, Pogba si rivolge al Tribunale Arbitrale dello Sport di Losanna, che il 7 ottobre dello stesso anno conferma la violazione ma accoglie parzialmente la tesi difensiva del centrocampista, riducendo la squalifica a 18 mesi.
Ciò nonostante, il calciatore è ormai fuori dai piani tecnici del club bianconero: il 15 novembre 2024 viene ufficializzata, con decorrenza dal 30 dello stesso mese, la risoluzione del contratto tra la Juventus e Pogba.

#### Monaco
Il 28 giugno 2025, terminata la squalifica, Pogba si accorda con il Monaco, giocando per la prima volta in Ligue 1.

### Nazionale

#### Nazionali giovanili

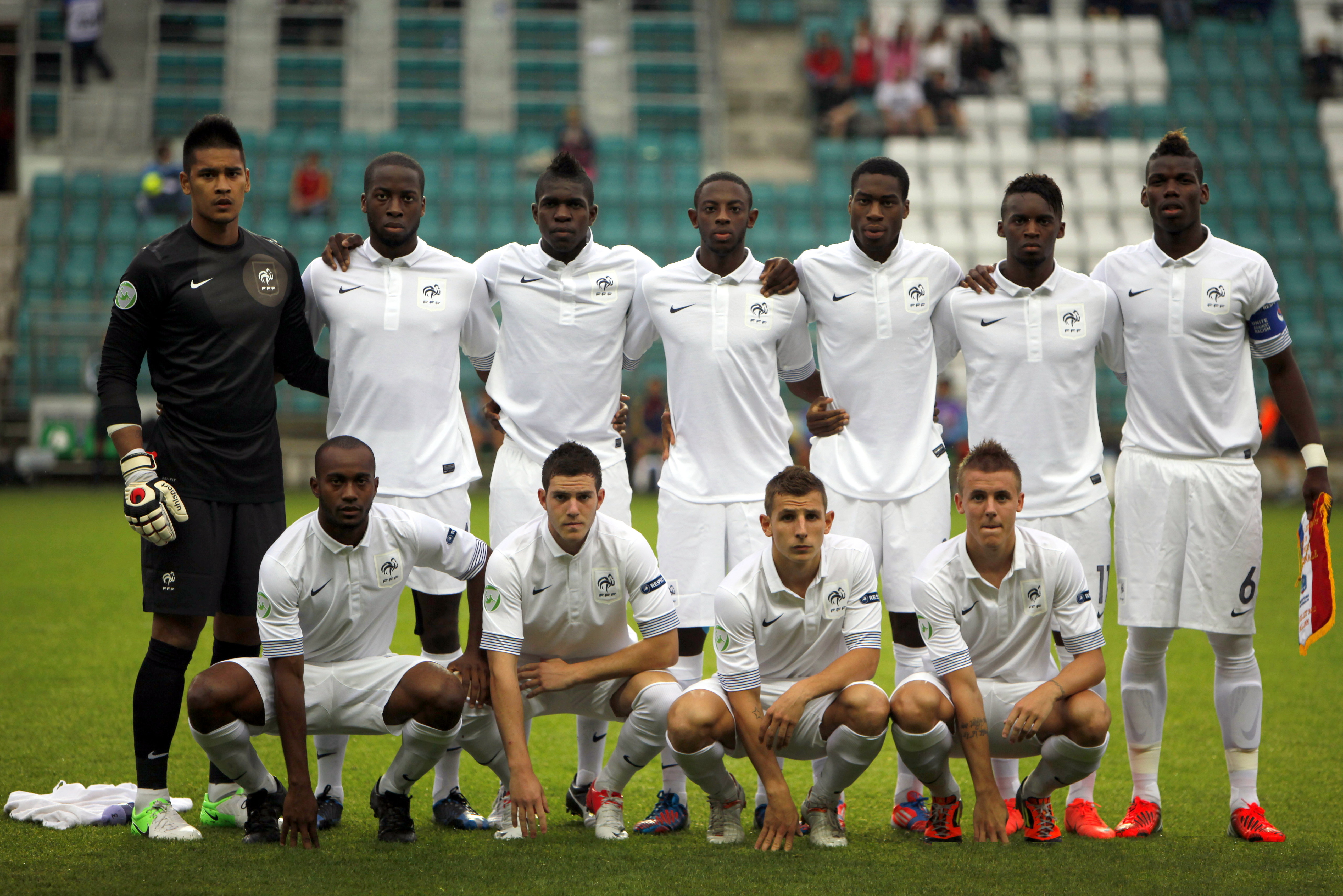
Pogba (in piedi, primo da destra) capitano della nazionale Under-19 francese nel 2012

Pogba ha indossato per la prima volta la maglia nazionale nel 2008 con l'Under-16. L'anno dopo fa il suo debutto con l'U-17, con cui partecipa all'europeo di categoria chiuso dai giovani francesi al terzo posto, a pari merito con la Turchia. Sempre nel 2010, con l'arrivo del commissario tecnico Pierre Mankowski, fa il suo debutto anche nell'U-18. L'anno successivo veste per la prima volta la maglia dell'U-19, con cui nel 2012 ottiene un altro terzo posto, stavolta assieme all'Inghilterra, sempre all'europeo di categoria.
Nel 2013 è il capitano della Francia U-20 che trionfa in Turchia al mondiale di categoria: si tratta del primo titolo per i transalpini nella storia della competizione. Nel corso del torneo, Pogba va a segno su calcio di rigore nella sfida dei quarti contro l'Uzbekistan e, nella finale del 13 luglio contro i pari età dell'Uruguay, realizza il primo dei tiri di rigore con cui i giovani Bleuets vincono il titolo mondiale, venendo al contempo eletto miglior giocatore della manifestazione.

#### Nazionale maggiore

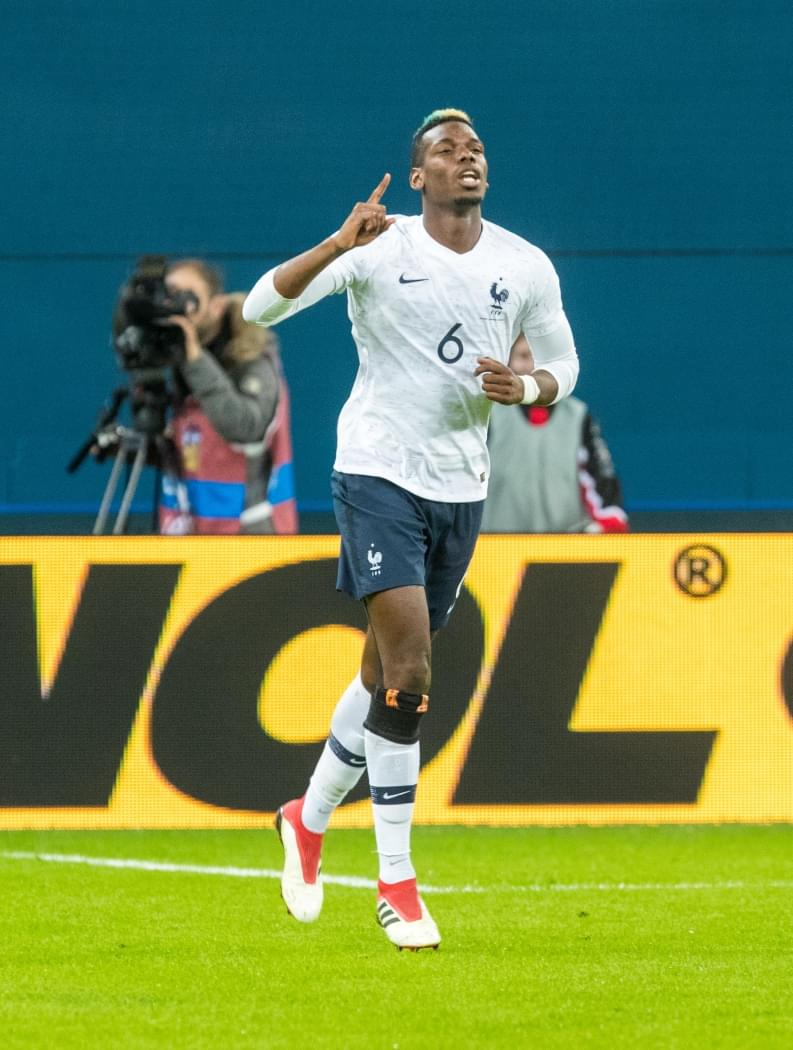
Pogba con la maglia dei Bleus in un'amichevole contro la del marzo 2018

Il 14 marzo 2013, quando ancora milita nell'Under-20 francese, Pogba viene convocato per la prima volta in nazionale maggiore dal commissario tecnico Didier Deschamps per le qualificazioni UEFA al campionato del mondo 2014; esordisce da titolare il 22 del mese, nella partita interna vinta 3-1 contro la Georgia. Sigla poi il suo primo gol con la nazionale maggiore il 10 settembre 2013, realizzando l'ultima rete francese nel successo dei Bleus 4-2 in casa della Bielorussia.
L'anno seguente viene inserito da Deschamps nella lista dei 23 convocati per la fase finale del mondiale in Brasile. L'esordio nella rassegna iridata avviene il 15 giugno 2014, nel match vinto 3-0 contro l'Honduras, in cui si procura il rigore del vantaggio dei Bleus; il 30 giugno, nella sfida degli ottavi contro la Nigeria, il centrocampista mette a segno il suo primo gol nel torneo iridato, aprendo le marcature nel 2-0 finale dei francesi. Conclude la sua prima rassegna iridata con un'eliminazione ai quarti per mano della Germania poi futura campione del mondo, venendo eletto a fine torneo miglior giovane dell'edizione.
Due anni dopo viene convocato per il campionato d'Europa 2016 in Francia. Nonostante Pogba contribuisca al cammino dei Bleus verso la finale, dapprima con una rete ai quarti contro l'Islanda, e poi con un assist nella semifinale contro la Germania campione del mondo in carica, il centrocampista disputa un europeo globalmente al di sotto delle aspettative. Nella finale di Saint-Denis, è titolare nella sconfitta 0-1 ai tempi supplementari contro il Portogallo.
Convocato per il campionato del mondo 2018 in Russia, disputa tutte le gare del torneo da titolare, risultando stavolta decisivo in numerose occasioni. Sua una delle quattro reti dei Bleus nella vittoriosa finale di Mosca contro la Croazia (4-2), che permette ai francesi di laurearsi campioni del mondo per la seconda volta nella loro storia. Nel 2021 partecipa alla fase finale del campionato d'Europa 2020, posticipata di un anno a causa della pandemia di COVID-19 e dove, agli ottavi di finale contro la Svizzera, segna il gol del provvisorio 3-1 e trasforma poi uno dei tiri di rigore che tuttavia non basta ai Bleus per evitare l'eliminazione dal torneo.
L'anno seguente, a causa di un infortunio rimediato nella prima parte di stagione, è costretto a rinunciare alla convocazione al campionato del mondo 2022 che vedrà la nazionale francese finalista.

## Statistiche

### Presenze e reti nei club
Statistiche aggiornate al 1º dicembre 2024.
| Stagione              | Squadra               | Campionato            | Campionato | Campionato | Coppe nazionali | Coppe nazionali | Coppe nazionali | Coppe continentali | Coppe continentali | Coppe continentali | Altre coppe | Altre coppe | Altre coppe | Totale | Totale |
| Stagione              | Squadra               | Comp                  | Pres       | Reti       | Comp            | Pres            | Reti            | Comp               | Pres               | Reti               | Comp        | Pres        | Reti        | Pres   | Reti   |
| --------------------- | --------------------- | --------------------- | ---------- | ---------- | --------------- | --------------- | --------------- | ------------------ | ------------------ | ------------------ | ----------- | ----------- | ----------- | ------ | ------ |
| 2011-2012             | Manchester Utd        | PL                    | 3          | 0          | FACup+CdL       | 0+3             | 0               | UCL+UEL            | 0+1                | 0                  | CS          | -           | -           | 7      | 0      |
| 2012-2013             | Juventus              | A                     | 27         | 5          | CI              | 2               | 0               | UCL                | 8                  | 0                  | SI          | -           | -           | 37     | 5      |
| 2013-2014             | Juventus              | A                     | 36         | 7          | CI              | 0               | 0               | UCL+UEL            | 6+8                | 0+1                | SI          | 1           | 1           | 51     | 9      |
| 2014-2015             | Juventus              | A                     | 26         | 8          | CI              | 4               | 1               | UCL                | 10                 | 1                  | SI          | 1           | 0           | 41     | 10     |
| 2015-2016             | Juventus              | A                     | 35         | 8          | CI              | 5               | 1               | UCL                | 8                  | 1                  | SI          | 1           | 0           | 49     | 10     |
| 2016-2017             | Manchester Utd        | PL                    | 30         | 5          | FACup+CdL       | 2+4             | 0+1             | UEL                | 15                 | 3                  | CS          | -           | -           | 51     | 9      |
| 2017-2018             | Manchester Utd        | PL                    | 27         | 6          | FACup+CdL       | 3+1             | 0               | UCL                | 5                  | 0                  | SU          | 1           | 0           | 37     | 6      |
| 2018-2019             | Manchester Utd        | PL                    | 35         | 13         | FACup+CdL       | 3+0             | 1               | UCL                | 9                  | 2                  | -           | -           | -           | 47     | 16     |
| 2019-2020             | Manchester Utd        | PL                    | 16         | 1          | FACup+CdL       | 2+1             | 0               | UEL                | 3                  | 0                  | -           | -           | -           | 22     | 1      |
| 2020-2021             | Manchester Utd        | PL                    | 26         | 3          | FACup+CdL       | 2+3             | 0+1             | UCL+UEL            | 5+6                | 0+2                | -           | -           | -           | 42     | 6      |
| 2021-2022             | Manchester Utd        | PL                    | 20         | 1          | FACup+CdL       | 1+0             | 0               | UCL                | 6                  | 0                  | -           | -           | -           | 27     | 1      |
| Totale Manchester Utd | Totale Manchester Utd | Totale Manchester Utd | 157        | 29         |                 | 25              | 3               |                    | 50                 | 7                  |             | 1           | 0           | 233    | 39     |
| 2022-2023             | Juventus              | A                     | 6          | 0          | CI              | 1               | 0               | UCL+UEL            | 0+3                | 0                  | -           | -           | -           | 10     | 0      |
| 2023-2024             | Juventus              | A                     | 2          | 0          | CI              | 0               | 0               | -                  | -                  | -                  | -           | -           | -           | 2      | 0      |
| lug.-nov. 2024        | Juventus              | A                     | -          | -          | CI              | -               | -               | UCL                | -                  | -                  | SI+Cmc      | -           | -           | -      | -      |
| Totale Juventus       | Totale Juventus       | Totale Juventus       | 132        | 28         |                 | 12              | 2               |                    | 43                 | 3                  |             | 3           | 1           | 190    | 34     |
| 2025-2026             | Monaco                | L1                    | 0          | 0          | CF              | 0               | 0               | UCL                | 0                  | 0                  | -           | -           | -           | 0      | 0      |
| Totale carriera       | Totale carriera       | Totale carriera       | 289        | 57         |                 | 37              | 5               |                    | 93                 | 10                 |             | 4           | 1           | 423    | 73     |

### Cronologia presenze e reti in nazionale
| Cronologia completa delle presenze e delle reti in nazionale ― Francia | Cronologia completa delle presenze e delle reti in nazionale ― Francia | Cronologia completa delle presenze e delle reti in nazionale ― Francia | Cronologia completa delle presenze e delle reti in nazionale ― Francia | Cronologia completa delle presenze e delle reti in nazionale ― Francia | Cronologia completa delle presenze e delle reti in nazionale ― Francia | Cronologia completa delle presenze e delle reti in nazionale ― Francia | Cronologia completa delle presenze e delle reti in nazionale ― Francia |
| Data                                                                   | Città                                                                  | In casa                                                                | Risultato                                                              | Ospiti                                                                 | Competizione                                                           | Reti                                                                   | Note                                                                   |
| ---------------------------------------------------------------------- | ---------------------------------------------------------------------- | ---------------------------------------------------------------------- | ---------------------------------------------------------------------- | ---------------------------------------------------------------------- | ---------------------------------------------------------------------- | ---------------------------------------------------------------------- | ---------------------------------------------------------------------- |
| 22-3-2013                                                              | Saint-Denis                                                            | Francia                                                                | 3 – 1                                                                  | Georgia                                                                | Qual. Mondiali 2014                                                    | -                                                                      |                                                                        |
| 26-3-2013                                                              | Saint-Denis                                                            | Francia                                                                | 0 – 1                                                                  | Spagna                                                                 | Qual. Mondiali 2014                                                    | -                                                                      | 77’, 78’                                                               |
| 10-9-2013                                                              | Homel'                                                                 | Bielorussia                                                            | 2 – 4                                                                  | Francia                                                                | Qual. Mondiali 2014                                                    | 1                                                                      |                                                                        |
| 11-10-2013                                                             | Parigi                                                                 | Francia                                                                | 6 – 0                                                                  | Australia                                                              | Amichevole                                                             | -                                                                      | 63’                                                                    |
| 15-10-2013                                                             | Saint-Denis                                                            | Francia                                                                | 3 – 0                                                                  | Finlandia                                                              | Qual. Mondiali 2014                                                    | -                                                                      |                                                                        |
| 15-11-2013                                                             | Kiev                                                                   | Ucraina                                                                | 2 – 0                                                                  | Francia                                                                | Qual. Mondiali 2014                                                    | -                                                                      |                                                                        |
| 19-11-2013                                                             | Saint-Denis                                                            | Francia                                                                | 3 – 0                                                                  | Ucraina                                                                | Qual. Mondiali 2014                                                    | -                                                                      |                                                                        |
| 5-3-2014                                                               | Saint-Denis                                                            | Francia                                                                | 2 – 0                                                                  | Paesi Bassi                                                            | Amichevole                                                             | -                                                                      | 81’                                                                    |
| 27-5-2014                                                              | Saint-Denis                                                            | Francia                                                                | 4 – 0                                                                  | Norvegia                                                               | Amichevole                                                             | 1                                                                      | 45’                                                                    |
| 1-6-2014                                                               | Nizza                                                                  | Francia                                                                | 1 – 1                                                                  | Paraguay                                                               | Amichevole                                                             | -                                                                      |                                                                        |
| 8-6-2014                                                               | Lilla                                                                  | Francia                                                                | 8 – 0                                                                  | Giamaica                                                               | Amichevole                                                             | -                                                                      | 71’                                                                    |
| 15-6-2014                                                              | Porto Alegre                                                           | Francia                                                                | 3 – 0                                                                  | Honduras                                                               | Mondiali 2014 - 1º turno                                               | -                                                                      | 57’                                                                    |
| 20-6-2014                                                              | Salvador                                                               | Svizzera                                                               | 2 – 5                                                                  | Francia                                                                | Mondiali 2014 - 1º turno                                               | -                                                                      | 63’                                                                    |
| 25-6-2014                                                              | Rio de Janeiro                                                         | Ecuador                                                                | 0 – 0                                                                  | Francia                                                                | Mondiali 2014 - 1º turno                                               | -                                                                      |                                                                        |
| 30-6-2014                                                              | Brasilia                                                               | Francia                                                                | 2 – 0                                                                  | Nigeria                                                                | Mondiali 2014 - Ottavi di finale                                       | 1                                                                      |                                                                        |
| 4-7-2014                                                               | Rio de Janeiro                                                         | Francia                                                                | 0 – 1                                                                  | Germania                                                               | Mondiali 2014 - Quarti di finale                                       | -                                                                      |                                                                        |
| 4-9-2014                                                               | Saint-Denis                                                            | Francia                                                                | 1 – 0                                                                  | Spagna                                                                 | Amichevole                                                             | -                                                                      |                                                                        |
| 7-9-2014                                                               | Belgrado                                                               | Serbia                                                                 | 1 – 1                                                                  | Francia                                                                | Amichevole                                                             | 1                                                                      | 72’ - 74’                                                              |
| 11-10-2014                                                             | Saint-Denis                                                            | Francia                                                                | 2 – 1                                                                  | Portogallo                                                             | Amichevole                                                             | 1                                                                      |                                                                        |
| 14-10-2014                                                             | Erevan                                                                 | Armenia                                                                | 0 – 3                                                                  | Francia                                                                | Amichevole                                                             | -                                                                      | 46’                                                                    |
| 14-11-2014                                                             | Rennes                                                                 | Francia                                                                | 1 – 1                                                                  | Albania                                                                | Amichevole                                                             | -                                                                      |                                                                        |
| 18-11-2014                                                             | Marsiglia                                                              | Francia                                                                | 1 – 0                                                                  | Svezia                                                                 | Amichevole                                                             | -                                                                      |                                                                        |
| 13-6-2015                                                              | Elbasan                                                                | Albania                                                                | 1 – 0                                                                  | Francia                                                                | Amichevole                                                             | -                                                                      | 46’                                                                    |
| 4-9-2015                                                               | Lisbona                                                                | Portogallo                                                             | 0 – 1                                                                  | Francia                                                                | Amichevole                                                             | -                                                                      |                                                                        |
| 7-9-2015                                                               | Bordeaux                                                               | Francia                                                                | 2 – 1                                                                  | Serbia                                                                 | Amichevole                                                             | -                                                                      |                                                                        |
| 13-11-2015                                                             | Saint-Denis                                                            | Francia                                                                | 2 – 0                                                                  | Germania                                                               | Amichevole                                                             | -                                                                      |                                                                        |
| 17-11-2015                                                             | Londra                                                                 | Inghilterra                                                            | 2 – 0                                                                  | Francia                                                                | Amichevole                                                             | -                                                                      | 46’                                                                    |
| 25-3-2016                                                              | Amsterdam                                                              | Paesi Bassi                                                            | 1 – 2                                                                  | Francia                                                                | Amichevole                                                             | -                                                                      | 87’                                                                    |
| 29-3-2016                                                              | Saint-Denis                                                            | Francia                                                                | 4 – 2                                                                  | Russia                                                                 | Amichevole                                                             | -                                                                      | 70’                                                                    |
| 30-5-2016                                                              | Nantes                                                                 | Francia                                                                | 3 – 2                                                                  | Camerun                                                                | Amichevole                                                             | -                                                                      | 65’                                                                    |
| 4-6-2016                                                               | Longeville-lès-Metz                                                    | Francia                                                                | 3 – 0                                                                  | Scozia                                                                 | Amichevole                                                             | -                                                                      |                                                                        |
| 10-6-2016                                                              | Saint-Denis                                                            | Francia                                                                | 2 – 1                                                                  | Romania                                                                | Euro 2016 - 1º turno                                                   | -                                                                      | 77’                                                                    |
| 15-6-2016                                                              | Marsiglia                                                              | Francia                                                                | 2 – 0                                                                  | Albania                                                                | Euro 2016 - 1º turno                                                   | -                                                                      | 46’                                                                    |
| 19-6-2016                                                              | Lilla                                                                  | Svizzera                                                               | 0 – 0                                                                  | Francia                                                                | Euro 2016 - 1º turno                                                   | -                                                                      |                                                                        |
| 26-6-2016                                                              | Lione                                                                  | Francia                                                                | 2 – 1                                                                  | Irlanda                                                                | Euro 2016 - Ottavi di finale                                           | -                                                                      |                                                                        |
| 3-7-2016                                                               | Saint-Denis                                                            | Francia                                                                | 5 – 2                                                                  | Islanda                                                                | Euro 2016 - Quarti di finale                                           | 1                                                                      |                                                                        |
| 7-7-2016                                                               | Marsiglia                                                              | Germania                                                               | 0 – 2                                                                  | Francia                                                                | Euro 2016 - Semifinale                                                 | -                                                                      |                                                                        |
| 10-7-2016                                                              | Saint-Denis                                                            | Portogallo                                                             | 1 – 0 dts                                                              | Francia                                                                | Euro 2016 - Finale                                                     | -                                                                      | 115’                                                                   |
| 1-9-2016                                                               | Bari                                                                   | Italia                                                                 | 1 – 3                                                                  | Francia                                                                | Amichevole                                                             | -                                                                      |                                                                        |
| 6-9-2016                                                               | Barysaŭ                                                                | Bielorussia                                                            | 0 – 0                                                                  | Francia                                                                | Qual. Mondiali 2018                                                    | -                                                                      |                                                                        |
| 7-10-2016                                                              | Saint-Denis                                                            | Francia                                                                | 4 – 1                                                                  | Bulgaria                                                               | Qual. Mondiali 2018                                                    | -                                                                      |                                                                        |
| 10-10-2016                                                             | Amsterdam                                                              | Paesi Bassi                                                            | 0 – 1                                                                  | Francia                                                                | Qual. Mondiali 2018                                                    | 1                                                                      | 79’                                                                    |
| 11-11-2016                                                             | Saint-Denis                                                            | Francia                                                                | 2 – 1                                                                  | Svezia                                                                 | Qual. Mondiali 2018                                                    | 1                                                                      | 90’                                                                    |
| 15-11-2016                                                             | Lens                                                                   | Francia                                                                | 0 – 0                                                                  | Costa d'Avorio                                                         | Amichevole                                                             | -                                                                      | 46’                                                                    |
| 2-6-2017                                                               | Rennes                                                                 | Francia                                                                | 5 – 0                                                                  | Paraguay                                                               | Amichevole                                                             | -                                                                      | 46’                                                                    |
| 9-6-2017                                                               | Solna                                                                  | Svezia                                                                 | 2 – 1                                                                  | Francia                                                                | Qual. Mondiali 2018                                                    | -                                                                      | 65’                                                                    |
| 13-6-2017                                                              | Saint-Denis                                                            | Francia                                                                | 3 – 2                                                                  | Inghilterra                                                            | Amichevole                                                             | -                                                                      |                                                                        |
| 31-8-2017                                                              | Saint-Denis                                                            | Francia                                                                | 4 – 0                                                                  | Paesi Bassi                                                            | Qual. Mondiali 2018                                                    | -                                                                      |                                                                        |
| 3-9-2017                                                               | Tolosa                                                                 | Francia                                                                | 0 – 0                                                                  | Lussemburgo                                                            | Qual. Mondiali 2018                                                    | -                                                                      | 80’                                                                    |
| 23-3-2018                                                              | Saint Denis                                                            | Francia                                                                | 2 – 3                                                                  | Colombia                                                               | Amichevole                                                             | -                                                                      | 65’                                                                    |
| 27-3-2018                                                              | San Pietroburgo                                                        | Russia                                                                 | 1 – 3                                                                  | Francia                                                                | Amichevole                                                             | 1                                                                      |                                                                        |
| 28-5-2018                                                              | Saint-Denis                                                            | Francia                                                                | 2 – 0                                                                  | Irlanda                                                                | Amichevole                                                             | -                                                                      | 77’                                                                    |
| 1-6-2018                                                               | Nizza                                                                  | Francia                                                                | 3 – 1                                                                  | Italia                                                                 | Amichevole                                                             | -                                                                      | 87’                                                                    |
| 9-6-2018                                                               | Lione                                                                  | Francia                                                                | 1 – 1                                                                  | Stati Uniti                                                            | Amichevole                                                             | -                                                                      |                                                                        |
| 16-6-2018                                                              | Kazan'                                                                 | Francia                                                                | 2 – 1                                                                  | Australia                                                              | Mondiali 2018 - 1º turno                                               | -                                                                      |                                                                        |
| 21-6-2018                                                              | Ekaterinburg                                                           | Francia                                                                | 1 – 0                                                                  | Perù                                                                   | Mondiali 2018 - 1º turno                                               | -                                                                      | 86’ 89’                                                                |
| 30-6-2018                                                              | Kazan'                                                                 | Francia                                                                | 4 – 3                                                                  | Argentina                                                              | Mondiali 2018 - Ottavi di finale                                       | -                                                                      |                                                                        |
| 6-7-2018                                                               | Nižnij Novgorod                                                        | Uruguay                                                                | 0 – 2                                                                  | Francia                                                                | Mondiali 2018 - Quarti di finale                                       | -                                                                      |                                                                        |
| 10-7-2018                                                              | San Pietroburgo                                                        | Francia                                                                | 1 – 0                                                                  | Belgio                                                                 | Mondiali 2018 - Semifinale                                             | -                                                                      |                                                                        |
| 15-7-2018                                                              | Mosca                                                                  | Francia                                                                | 4 – 2                                                                  | Croazia                                                                | Mondiali 2018 - Finale                                                 | 1                                                                      |                                                                        |
| 6-9-2018                                                               | Monaco di Baviera                                                      | Germania                                                               | 0 – 0                                                                  | Francia                                                                | UEFA Nations League 2018-2019 - 1º turno                               | -                                                                      |                                                                        |
| 9-9-2018                                                               | Parigi                                                                 | Francia                                                                | 2 – 1                                                                  | Paesi Bassi                                                            | UEFA Nations League 2018-2019 - 1º turno                               | -                                                                      |                                                                        |
| 11-10-2018                                                             | Guingamp                                                               | Francia                                                                | 2 – 2                                                                  | Islanda                                                                | Amichevole                                                             | -                                                                      | 67’                                                                    |
| 16-10-2018                                                             | Saint-Denis                                                            | Francia                                                                | 2 – 1                                                                  | Germania                                                               | UEFA Nations League 2018-2019 - 1º turno                               | -                                                                      |                                                                        |
| 22-3-2019                                                              | Chișinău                                                               | Moldavia                                                               | 1 – 4                                                                  | Francia                                                                | Qual. Euro 2020                                                        | -                                                                      |                                                                        |
| 25-3-2019                                                              | Saint-Denis                                                            | Francia                                                                | 4 – 0                                                                  | Islanda                                                                | Qual. Euro 2020                                                        | -                                                                      |                                                                        |
| 4-6-2019                                                               | Nantes                                                                 | Francia                                                                | 2 – 0                                                                  | Bolivia                                                                | Amichevole                                                             | -                                                                      |                                                                        |
| 8-6-2019                                                               | Konya                                                                  | Turchia                                                                | 2 – 0                                                                  | Francia                                                                | Qual. Euro 2020                                                        | -                                                                      |                                                                        |
| 11-6-2019                                                              | Andorra la Vella                                                       | Andorra                                                                | 0 – 4                                                                  | Francia                                                                | Qual. Euro 2020                                                        | -                                                                      | 81’                                                                    |
| 7-10-2020                                                              | Saint-Denis                                                            | Francia                                                                | 7 – 1                                                                  | Ucraina                                                                | Amichevole                                                             | -                                                                      | 59’                                                                    |
| 11-10-2020                                                             | Saint-Denis                                                            | Francia                                                                | 0 – 0                                                                  | Portogallo                                                             | UEFA Nations League 2020-2021 - 1º turno                               | -                                                                      |                                                                        |
| 14-10-2020                                                             | Zagabria                                                               | Croazia                                                                | 1 – 2                                                                  | Francia                                                                | UEFA Nations League 2020-2021 - 1º turno                               | -                                                                      | 74’ 90+1’                                                              |
| 11-11-2020                                                             | Saint-Denis                                                            | Francia                                                                | 0 – 2                                                                  | Finlandia                                                              | Amichevole                                                             | -                                                                      | 57’                                                                    |
| 14-11-2020                                                             | Lisbona                                                                | Portogallo                                                             | 0 – 1                                                                  | Francia                                                                | UEFA Nations League 2020-2021 - 1º turno                               | -                                                                      |                                                                        |
| 17-11-2020                                                             | Saint-Denis                                                            | Francia                                                                | 4 – 2                                                                  | Svezia                                                                 | UEFA Nations League 2020-2021 - 1º turno                               | -                                                                      |                                                                        |
| 24-3-2021                                                              | Saint-Denis                                                            | Francia                                                                | 1 – 1                                                                  | Ucraina                                                                | Qual. Mondiali 2022                                                    | -                                                                      | 63’                                                                    |
| 28-3-2021                                                              | Astana                                                                 | Kazakistan                                                             | 0 – 2                                                                  | Francia                                                                | Qual. Mondiali 2022                                                    | -                                                                      | 60’                                                                    |
| 31-3-2021                                                              | Sarajevo                                                               | Bosnia ed Erzegovina                                                   | 0 – 1                                                                  | Francia                                                                | Qual. Mondiali 2022                                                    | -                                                                      | 79’                                                                    |
| 2-6-2021                                                               | Nizza                                                                  | Francia                                                                | 3 – 0                                                                  | Galles                                                                 | Amichevole                                                             | -                                                                      | 63’                                                                    |
| 8-6-2021                                                               | Saint-Denis                                                            | Francia                                                                | 3 – 0                                                                  | Bulgaria                                                               | Amichevole                                                             | -                                                                      |                                                                        |
| 15-6-2021                                                              | Monaco di Baviera                                                      | Francia                                                                | 1 – 0                                                                  | Germania                                                               | Euro 2020 - 1º turno                                                   | -                                                                      |                                                                        |
| 19-6-2021                                                              | Budapest                                                               | Ungheria                                                               | 1 – 1                                                                  | Francia                                                                | Euro 2020 - 1º turno                                                   | -                                                                      | 76’                                                                    |
| 23-6-2021                                                              | Budapest                                                               | Portogallo                                                             | 2 – 2                                                                  | Francia                                                                | Euro 2020 - 1º turno                                                   | -                                                                      |                                                                        |
| 28-6-2021                                                              | Bucarest                                                               | Francia                                                                | 3 – 3 dts (4 – 5 dtr)                                                  | Svizzera                                                               | Euro 2020 - Ottavi di finale                                           | 1                                                                      |                                                                        |
| 1-9-2021                                                               | Saint-Denis                                                            | Francia                                                                | 1 – 1                                                                  | Bosnia ed Erzegovina                                                   | Qual. Mondiali 2022                                                    | -                                                                      |                                                                        |
| 4-9-2021                                                               | Kiev                                                                   | Ucraina                                                                | 1 – 1                                                                  | Francia                                                                | Qual. Mondiali 2022                                                    | -                                                                      |                                                                        |
| 7-9-2021                                                               | Décines-Charpieu                                                       | Francia                                                                | 2 – 0                                                                  | Finlandia                                                              | Qual. Mondiali 2022                                                    | -                                                                      |                                                                        |
| 7-10-2021                                                              | Torino                                                                 | Belgio                                                                 | 2 – 3                                                                  | Francia                                                                | UEFA Nations League 2020-2021 - Semifinale                             | -                                                                      |                                                                        |
| 10-10-2021                                                             | Milano                                                                 | Spagna                                                                 | 1 – 2                                                                  | Francia                                                                | UEFA Nations League 2020-2021 - Finale                                 | -                                                                      | 46’                                                                    |
| 25-3-2022                                                              | Marsiglia                                                              | Francia                                                                | 2 – 1                                                                  | Costa d'Avorio                                                         | Amichevole                                                             | -                                                                      | 89’                                                                    |
| 29-3-2022                                                              | Villeneuve d'Ascq                                                      | Francia                                                                | 5 – 0                                                                  | Sudafrica                                                              | Amichevole                                                             | -                                                                      | 65’                                                                    |
| Totale                                                                 |                                                                        | Presenze                                                               | 91                                                                     |                                                                        | Reti                                                                   | 11                                                                     |                                                                        |

| Cronologia completa delle presenze e delle reti in nazionale ― Francia under 20 | Cronologia completa delle presenze e delle reti in nazionale ― Francia under 20 | Cronologia completa delle presenze e delle reti in nazionale ― Francia under 20 | Cronologia completa delle presenze e delle reti in nazionale ― Francia under 20 | Cronologia completa delle presenze e delle reti in nazionale ― Francia under 20 | Cronologia completa delle presenze e delle reti in nazionale ― Francia under 20 | Cronologia completa delle presenze e delle reti in nazionale ― Francia under 20 | Cronologia completa delle presenze e delle reti in nazionale ― Francia under 20 |
| Data                                                                            | Città                                                                           | In casa                                                                         | Risultato                                                                       | Ospiti                                                                          | Competizione                                                                    | Reti                                                                            | Note                                                                            |
| ------------------------------------------------------------------------------- | ------------------------------------------------------------------------------- | ------------------------------------------------------------------------------- | ------------------------------------------------------------------------------- | ------------------------------------------------------------------------------- | ------------------------------------------------------------------------------- | ------------------------------------------------------------------------------- | ------------------------------------------------------------------------------- |
| 7-9-2012                                                                        | Qinhuangdao                                                                     | Francia under 20                                                                | 0 – 0                                                                           | Cina under 20                                                                   | Amichevole                                                                      | -                                                                               | cap.                                                                            |
| 9-9-2012                                                                        | Qinhuangdao                                                                     | Francia under 20                                                                | 3 – 1                                                                           | Corea del Nord under 20                                                         | Amichevole                                                                      | 1                                                                               | cap. 71’                                                                        |
| 11-9-2012                                                                       | Qinhuangdao                                                                     | Messico under 20                                                                | 1 – 3                                                                           | Francia under 20                                                                | Amichevole                                                                      | -                                                                               | cap.                                                                            |
| 13-11-2012                                                                      | Mont-de-Marsan                                                                  | Francia under 20                                                                | 2 – 1                                                                           | Ucraina under 20                                                                | Amichevole                                                                      | -                                                                               | cap.                                                                            |
| 5-2-2013                                                                        | Créteil                                                                         | Francia under 20                                                                | 2 – 0                                                                           | Portogallo under 20                                                             | Amichevole                                                                      | -                                                                               | cap.                                                                            |
| 11-6-2013                                                                       | Romorantin                                                                      | Francia under 20                                                                | 3 – 1                                                                           | Grecia under 20                                                                 | Amichevole                                                                      | 1                                                                               | cap. 84’                                                                        |
| 14-6-2013                                                                       | Amiens                                                                          | Francia under 20                                                                | 2 – 2                                                                           | Colombia under 20                                                               | Amichevole                                                                      | 1                                                                               | cap.                                                                            |
| 21-6-2013                                                                       | Istanbul                                                                        | Francia under 20                                                                | 3 – 1                                                                           | Ghana under 20                                                                  | Mondiali Under-20 2013 - 1º turno                                               | -                                                                               | cap. 37’                                                                        |
| 24-6-2013                                                                       | Istanbul                                                                        | Francia under 20                                                                | 1 – 1                                                                           | Stati Uniti under 20                                                            | Mondiali Under-20 2013 - 1º turno                                               | -                                                                               | cap. 83’                                                                        |
| 2-7-2013                                                                        | Gaziantep                                                                       | Francia under 20                                                                | 4 – 1                                                                           | Turchia under 20                                                                | Mondiali Under-20 2013 - Ottavi di finale                                       | -                                                                               | cap.                                                                            |
| 6-7-2013                                                                        | Rize                                                                            | Francia under 20                                                                | 4 – 0                                                                           | Uzbekistan under 20                                                             | Mondiali Under-20 2013 - Quarti di finale                                       | 1                                                                               | cap.                                                                            |
| 10-7-2013                                                                       | Bursa                                                                           | Francia under 20                                                                | 2 – 1                                                                           | Ghana under 20                                                                  | Mondiali Under-20 2013 - Semifinale                                             | -                                                                               | cap.                                                                            |
| 13-7-2013                                                                       | Istanbul                                                                        | Francia under 20                                                                | 0 – 0 dts (4 – 1 dtr)                                                           | Uruguay under 20                                                                | Mondiali Under-20 2013 - Finale                                                 | -                                                                               | cap. 61’                                                                        |
| Totale                                                                          |                                                                                 | Presenze                                                                        | 13                                                                              |                                                                                 | Reti                                                                            | 4                                                                               |                                                                                 |

## Palmarès

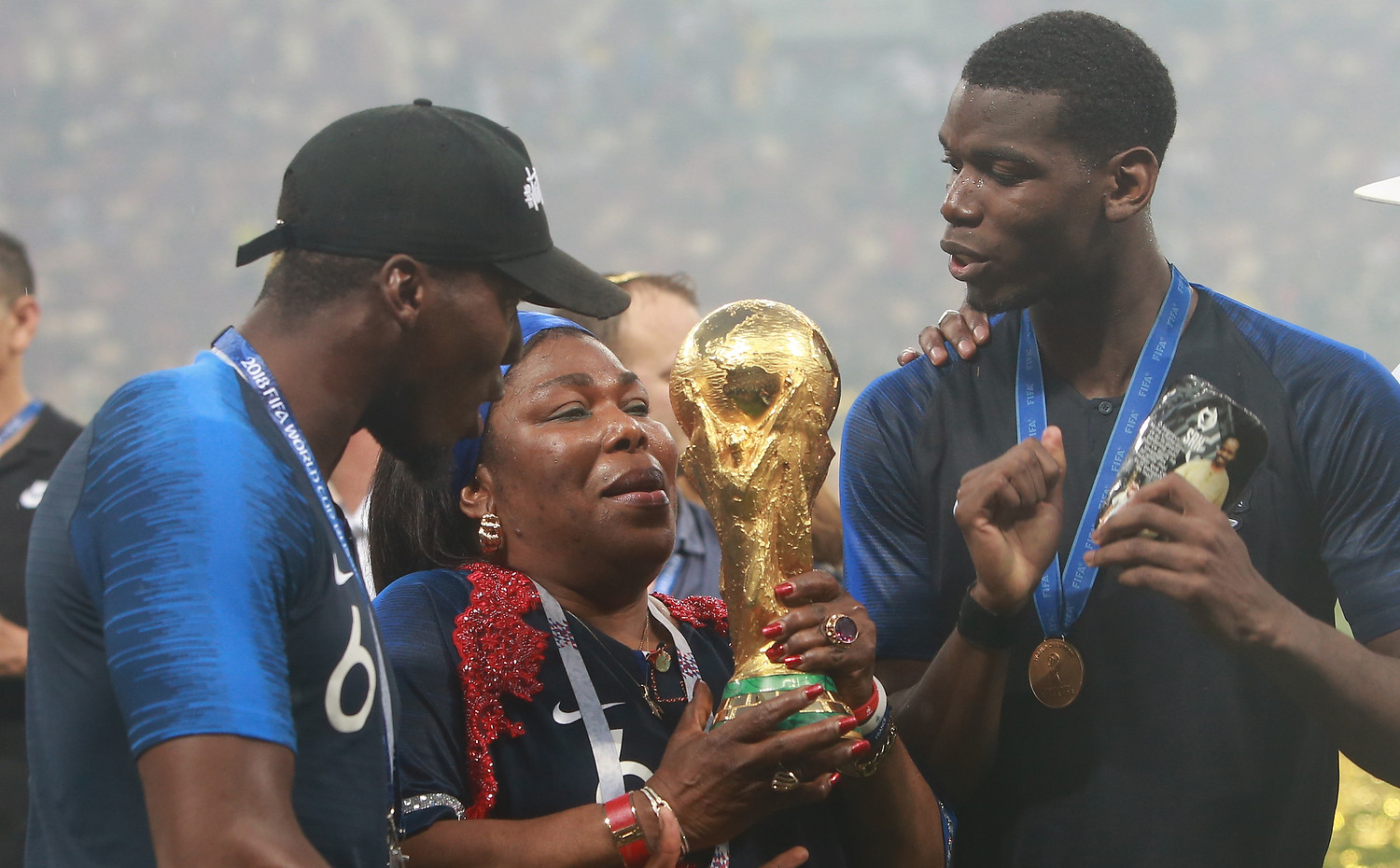
Da destra: Pogba con la madre e il fratello Florentin, mentre stringono la Coppa del Mondo vinta dalla Francia nel 2018.

### Club

#### Competizioni giovanili
- FA Youth Cup: 1

Manchester Utd: 2010-2011

#### Competizioni nazionali
- Supercoppa italiana: 3

Juventus: 2012, 2013, 2015
- Campionato italiano: 4

Juventus: 2012-2013, 2013-2014, 2014-2015, 2015-2016
- Coppa Italia: 3

Juventus: 2014-2015, 2015-2016, 2023-2024
- Coppa di Lega inglese: 1

Manchester Utd: 2016-2017

#### Competizioni internazionali
- UEFA Europa League: 1

Manchester Utd: 2016-2017

### Nazionale
- Campionato mondiale Under-20: 1

Turchia 2013
- Campionato mondiale: 1

Russia 2018
- UEFA Nations League: 1

2020-2021

### Individuale
- Pallone d'oro del campionato mondiale di calcio Under-20: 1

Turchia 2013
- Miglior giocatore della Supercoppa italiana: 1

2013
- European Golden Boy: 1

2013
- Miglior giovane del campionato mondiale di calcio: 1

Brasile 2014
- Gran Galà del calcio AIC: 3

Squadra dell'anno: 2014, 2015, 2016
- Trofeo Bravo: 1

2014
- Squadra dell'anno UEFA: 1

2015
- FIFA/FIFPro World XI: 1

2015
- Squadra della stagione della UEFA Europa League: 2

2016-2017, 2020-2021
- Calciatore della stagione della UEFA Europa League: 1

2016-2017